# قمر ضیا
قمر ضیا (انگلیسی: Qamar Zia؛ زادهٔ ۱۵ january ۱۹۵۴ (۷۱ سال)) ورزشکار هاکی روی چمن اهل پاکستان است.
وی در مسابقات کشوری و بین‌المللی در مجموع برندهٔ ۱ مدال برنز شده‌است.